# Garbaczowa Wola
Garbaczowa Wola (1466 Garbaczka, 1487 Garbaczowa Volya) dziś nie istnieje, lokalizacja sporna. Prawdopodobnie część wsi Garbacz, na granicy z Wierzbątowicami (obecnie przysiółek wsi Jeżów) .

## Kalendarium
Podległość administracyjna świecka i kościelna
1487 powiat sandomierski; parafia Waśniów (prawdopodobnie).
Przed 1478 własność szlachecka, od 1487 r. klasztoru świętokrzyskiego.
W roku 1466 bracia: Jan, Andrzej, Zbigniew scholastyk i kanonik krakowski oraz Jan Feliks, synowie śp. Jana z Oleśnicy, wojewody sandomierskiego, dokonują podziału dóbr, mocą którego Andrzejowi i Zbigniewowi przypada między innymi wieś Garbaczka pod → Świętym Krzyżem
W roku 1487 brat Zbigniewa arcybiskupa gnieźnieńskiego i Andrzej z Oleśnicy kasztelan sądecki, w intencji przodków pochowanych w klasztorze świętokrzyskim, ofiarowują opactwu źreb  Garbaczowa Wola, który uzyskali mocą rodzinnego podziału dóbr. Król zatwierdza tę darowiznę i zrównuje Garbaczową Wolę w prawach z innymi posiadłościami klasztoru (MK XIV 185-6; MS I 1844). Około 1786 „dla miłego pokoju” część gruntów folwarku Wierzbątowice, zwanych Klin, „od niepamiętnych czasów zostających w posiadaniu opatów”, opat świętokrzyski Józef Niegolewski odstępuje do „dóbr Garbacz dziedzicznych Dobrzańskiego”
Lokalizacja wsi
F. Kiryk, (Polski Słownik Biograficzny T. XXIII str. 761) lokalizuje Garbaczową Wolę w ziemi wiślickiej, jednakże dokumenty z lat 1466 i 1487 wyraźnie umieszczają ją w powiecie sandomierskim. Musiała zatem to być jakaś niewielka część wsi Garbacz koło Waśniowa. Co prawda wieś Garbacz należała do biskupa lubuskiego, a w źródłach brak wzmianki o istnieniu w niej własności szlacheckiej, nie jest to jednak, choćby przez wzgląd na szczupłość źródła, argument decydujący, tym bardziej że w okolicy Łomna, Pokrzywianki, Ruszkowa i Zwola znajdowały się posiadłości Dębnów .
Po 1487 r. grunty Garbaczowej Woli mogły zostać włączone do funkcjonującego wówczas i ciągle rozbudowywanego folwarku Wierzbątowice, stąd też przypuszczenie, że jej pozostałością może być ów wspomniany około 1786 roku Klin.